# Aïn Makhlouf
Aïn Makhlouf (în arabă عين مخلوف) este o comună din provincia Guelma, Algeria.
Populația comunei este de 12.300 locuitori (2008).